# Saint-Gérons
Saint-Gérons (okzitanisch Sant Geronç) ist eine französische Gemeinde mit 229 Einwohnern (Stand 1. Januar 2022) im Département Cantal in der Region Auvergne-Rhône-Alpes (vor 2016 Auvergne). Sie gehört zum Arrondissement Aurillac und zum Kanton Saint-Paul-des-Landes. 

## Lage
Saint-Gérons liegt etwa 19 Kilometer westnordwestlich von Aurillac im Zentralmassiv und in der Châtaigneraie. Die Staumauer der Cère-Talsperre liegt an der Gemeindegrenze zu Saint-Étienne-Cantalès. Knapp nördlich davon mündet das Flüsschen Auze von rechts in die Cère. Umgeben wird Saint-Gérons von den Nachbargemeinden Laroquebrou im Westen und Norden, Saint-Étienne-Cantalès im Osten, Lacapelle-Viescamp im Südosten, Le Rouget-Pers im Südosten und Süden, Glénat im Süden und Südwesten sowie Siran im Westen.

## Bevölkerungsentwicklung
| Jahr                       | 1962 | 1968 | 1975 | 1982 | 1990 | 1999 | 2006 | 2011 | 2019 |
| Einwohner                  | 306  | 278  | 191  | 178  | 179  | 177  | 166  | 212  | 222  |
| Quellen: Cassini und INSEE |      |      |      |      |      |      |      |      |      |

## Sehenswürdigkeiten
- Kirche Saint-Gérons aus dem 13. Jahrhundert
- Staumauer der Cère-Talsperre

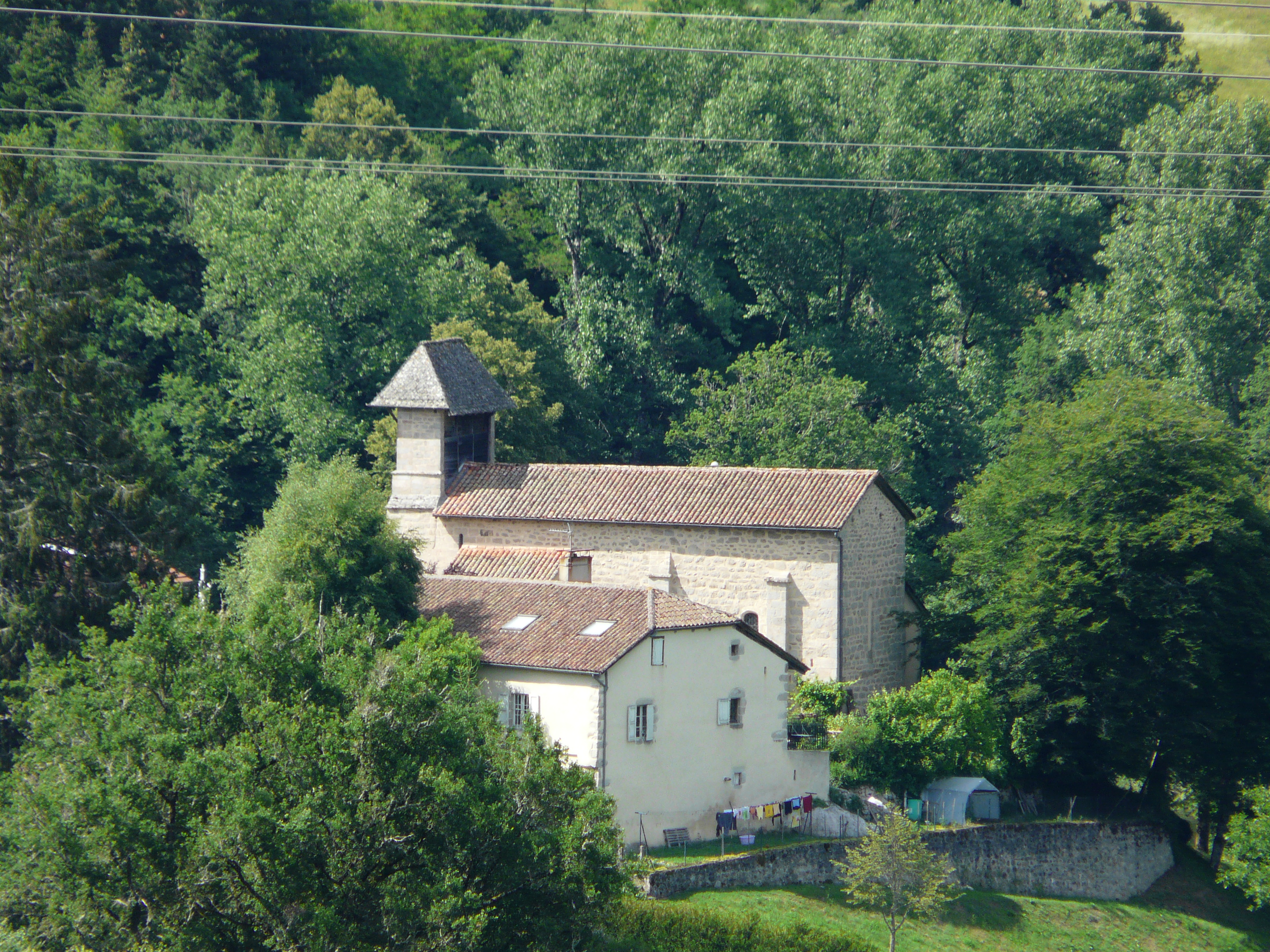
Kirche Saint-Gérons
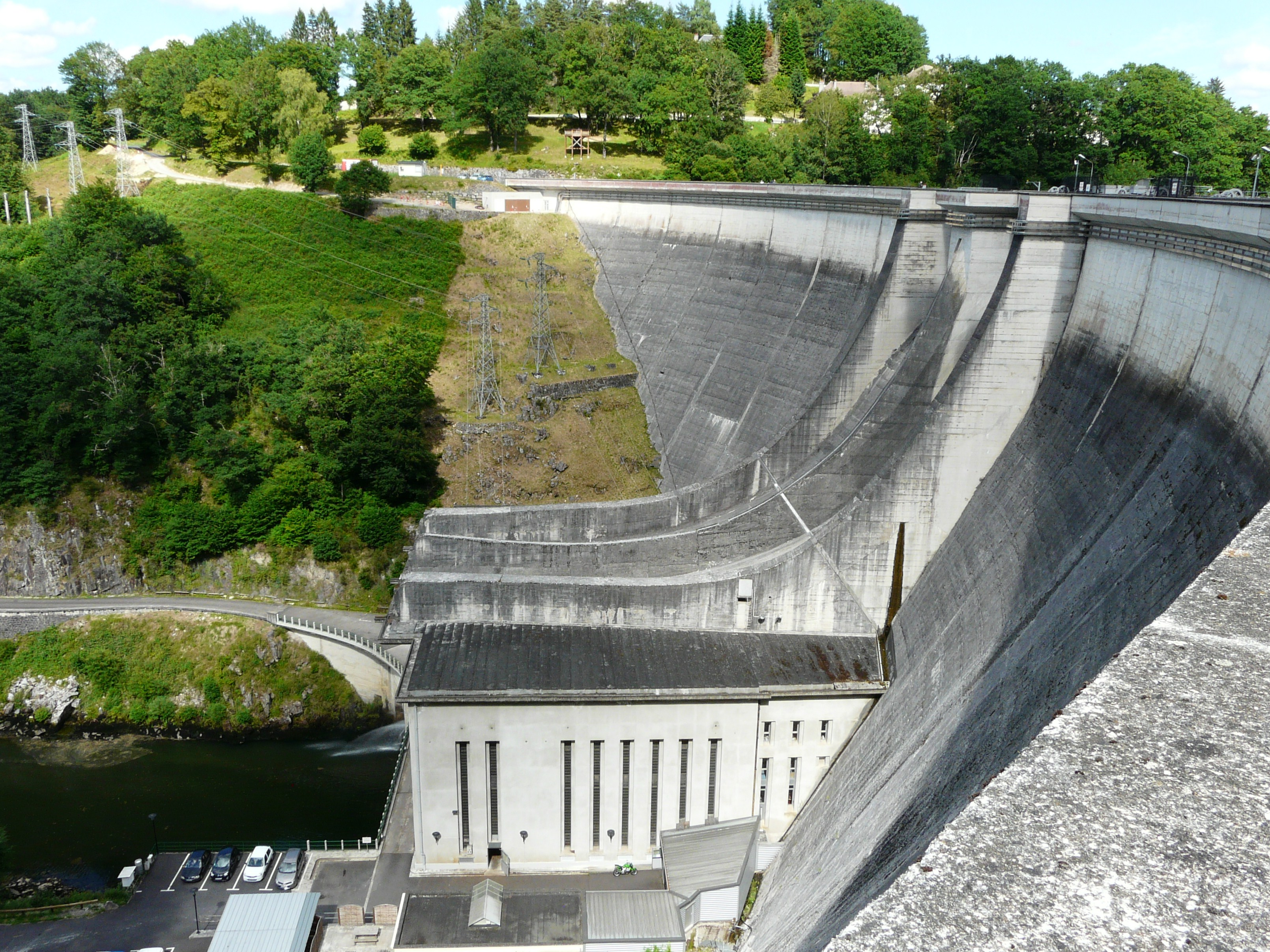
Staumauer der Cère-Talsperre